# 非武装地帯

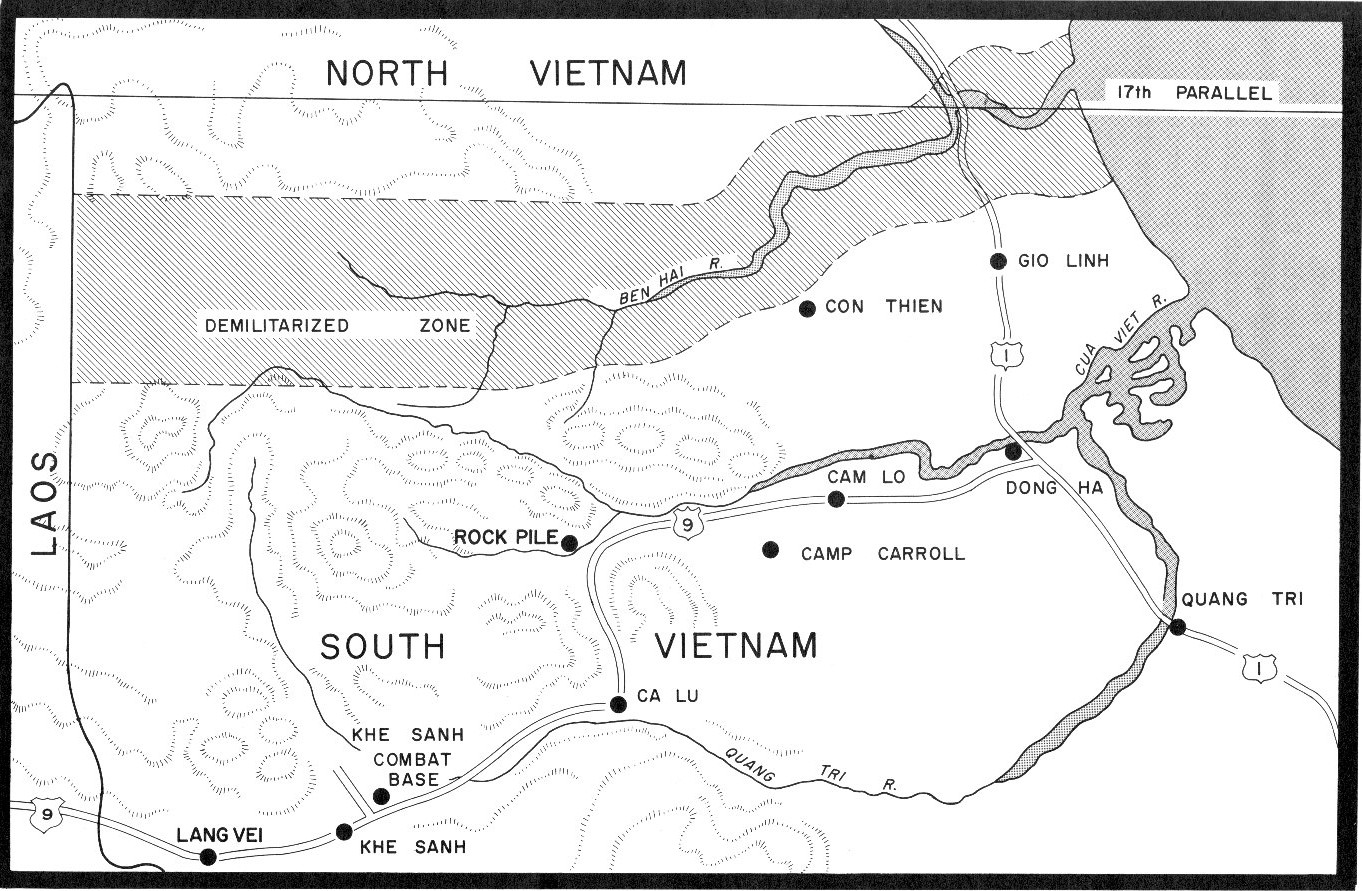
かつての南北ベトナム間の軍事境界線と非武装地帯（灰色）。ベンハイ川を挟んで両側に広がる。「17度線」という俗称であったが、軍事境界線のうち北緯17度線上に位置するのはベンハイ川の河口付近のみで、それより西では境界線のほとんどは17度線以南を走っている。

非武装地帯（ひぶそうちたい、DMZ、英語: demilitarized zone）とは、戦争・紛争状態あるいは停戦状態にある2つ以上の国家（または軍事勢力・同盟）の間に、平和条約・休戦協定などによって設けられる、軍事活動が許されない地域のことである。
多くは、事実上の国境である停戦ライン（軍事境界線）の周辺に設けられる。
非武装中立地帯（ひぶそうちゅうりつちたい）、中立地帯（ちゅうりつちたい、英語: Neutral Zone）ともいう。

非武装地帯は、居住したり開発したりするには危険であることから、手つかずのまま放置され、いくつかの非武装地帯は意図せずして野生生物保護区のようになっている。

## 現在の非武装地帯

### アフリカ
- モロッコとスペイン領セウタ・メリリャの間 - モロッコはセウタとメリリャをスペイン領として認めていない。

### ヨーロッパ
- キプロス非武装地帯 - キプロス島のキプロス共和国と北キプロス・トルコ共和国の間。1974年に国際連合により設定された。
- オーランド諸島 - ボスニア湾の入口にあるフィンランドの自治領。1920年から1922年までのスウェーデンとの間の帰属を巡る騒動の後、国際連盟により設定された。
- イギリス領ジブラルタルとスペインの間 - 1729年のセビリア条約によって「イギリス側とスペイン側相方からの大砲の弾丸が到達する距離よりも長い600トワーズ」の幅が「中立的な土地」と定められている。1908年、イギリスは中立地帯との境界の1メートル手前の所にフェンスを建設した。ジブラルタルがタックス・ヘイヴンであるため境界のフェンスは現在でも使用されており、出入口はスペインによる関税の徴収のために一日中開かれている。
- スヴァールバル諸島 - 1920年2月9日のスヴァールバル条約により、スヴァールバル諸島のノルウェーによる主権が認められ、非武装化された。

### アジア
- クウェートとイラクの間のクウェート・イラク緩衝地帯
- 韓国と北朝鮮の間の軍事境界線の周辺 - 1953年に朝鮮戦争が停戦されたときに国際連合により設定された。
- UNDOFゾーン - ゴラン高原とシリアの間の国連兵力引き離し監視軍（UNDOF）が駐留する地域。

### 南極
南極条約第1条により、南極大陸での軍事活動は禁止されている。ただし、軍人や軍用器材が平和目的で使用されることはある。

## 著名なかつての非武装地帯
- ラインラント（ドイツ） - 第一次世界大戦の後、1919年のヴェルサイユ条約によって非武装地帯に設定された。1936年、ナチス・ドイツにより再武装された。
- モレネ（プロイセン王国・ベルギー間） - 1816年から1920年の間、プロイセン王国とベルギー（1830年以前はオランダ）の共同主権地域であり、非武装地帯とされた。1919年のヴェルサイユ条約によって解消、ベルギー領に編入された。
- イスラエルとシリア・エジプト・ヨルダンの間 - 1948年の第一次中東戦争の後、1949年の休戦協定によりいくつかの非武装地帯が設定された。
- 中華民国 - 1931年の満州事変の後、1933年に締結された塘沽協定により、国民政府軍は河北省東北部から撤退し軍事的挑発を行わないこと、日本軍は万里の長城以北へ撤退することが協定された。
- 北ベトナムと南ベトナムの間の軍事境界線周辺
- サウジアラビアとイラクの間の中立地帯
- サウジアラビアとクウェートの間の中立地帯